# Estádio Nacional de Ombaka
Estádio Nacional de Ombaka – wielofunkcyjny stadion położony w Bengueli, w Angoli. 
Pojemność stadionu to 35 000 miejsc. Stadion był areną zmagań w Pucharze Narodów Afryki 2010.